# American Fusion
American Fusion es una película estadounidense de comedia y romance de 2005, dirigida por Frank Lin, que a su vez la escribió junto a Randall Park, musicalizada por David Iwataki, en la fotografía estuvo Jason Inouye y los protagonistas son Sylvia Chang, Esai Morales y Collin Chou, entre otros. El filme fue realizado por American Fusion LLC y se estrenó el 22 de mayo de 2005.

## Sinopsis
Trata acerca de una abuela que intenta imponer sus reglas en la familia, sin embargo, sus hijos y nietos tienen otros planes.